# Violet Jessop
Violet Jessop (Bahía Blanca, 2 de octubre de 1887-Great Ashfield, 5 de mayo de 1971) fue una camarera y enfermera argentina que trabajó a bordo de los transatlánticos RMS Olympic y RMS Titanic y también colaboró como enfermera en el buque hospital HMHS Britannic. Sobrevivió a uno de los naufragios más importantes de principios del siglo xx, el hundimiento del Titanic, ocurrido en abril de 1912, así como a los accidentes que sufrieron los otros dos barcos de la clase Olympic: el naufragio del Britannic, ocurrido en 1916, y la colisión del Olympic con el buque de guerra HMS Hawke, acaecido en 1911.

## Biografía
Violet Constance Jessop nació el 2 de octubre de 1887. Fue la mayor de los nueve hijos del matrimonio de William Jessop y Katherine Kelly, inmigrantes dublineses dedicados a la crianza de ovejas cerca de Bahía Blanca, en la provincia de Buenos Aires. Luego se mudaron a Buenos Aires, donde, durante su adolescencia, contrajo tuberculosis y pese a que los médicos del Hospital Británico le pronosticaron pocos meses de vida, logró sobrevivir. Decidieron mudarse a Mendoza en busca de un mejor clima para Violet, pero estando en esa provincia murió William. Debido a esto, la familia se trasladó a Inglaterra en mayo de 1903. Se establecieron primero en Liverpool y luego en Londres, donde Jessop asistió a un colegio parroquial. Su madre comenzó a trabajar como camarera para la Royal Mail Line.

## Trabajos
Cuando su madre enfermó, Jessop debió hacerse cargo de toda la familia. En 1908, comenzó a trabajar como camarera en el RMS Orinoco, de la Royal Mail Line, con un sueldo escaso y 17 horas de trabajo.
Dos años más tarde, en septiembre de 1910, fue contratada por la White Star Line y destinada como camarera a bordo del RMS Majestic, y en junio del año siguiente, fue transferida al nuevo transatlántico de la empresa, el RMS Olympic, que entonces era el barco más grande y lujoso del mundo. Su dominio del español y del inglés, junto a su buena apariencia y su buen carácter, fue fundamental para su contratación. 
El 20 de septiembre de 1911, el Olympic sufrió una colisión con el HMS Hawke, un buque de guerra de la Royal Navy. No obstante, en dicho accidente no hubo ni víctimas ni heridos.
Fue en este momento cuando Jessop comenzó a tener contacto con Thomas Andrews, jefe de construcción de los astilleros de Harland & Wolff (los constructores de la mayoría de los barcos de la White Star) y siempre tuvo palabras de aprecio para él debido a su cercanía con los trabajadores.

### A bordo del Titanic
El 10 de abril de 1912, cuando el gemelo del Olympic, el RMS Titanic, estaba a punto de zarpar de Southampton para realizar su viaje inaugural con destino a Nueva York, a Jessop se le ofreció uno de los 23 puestos de camarera para el nuevo transatlántico. Aunque deseaba continuar trabajando en el Olympic, los consejos de familiares y amigos (así como un sueldo mejor) la convencieron de que sería una gran experiencia.  
Sin embargo, cuatro días después de zarpar de Inglaterra, a las 23:40 del 14 de abril, el Titanic chocó con un iceberg, el cual abrió varias planchas del lado de estribor del casco, bajo la línea de flotación, a lo largo de cinco de sus dieciséis mamparos, que comenzaron a inundarse y conllevaron al inevitable hundimiento del barco. 
A Jessop se le ordenó subir a cubierta y hablar con calma a los pasajeros de tercera clase cuya lengua fuera el castellano. El gran buque se fue a pique en el Atlántico Norte, a unos 600 km al sur de la isla de Terranova. De las 2228 personas que viajaban a bordo del Titanic, 1523 fallecieron en el naufragio. Jessop fue una de los 712 supervivientes que se salvaron embarcando en uno de los botes salvavidas, el n° 16, que fue rescatado por el RMS Carpathia.
En sus memorias, Jessop describió los instantes previos a embarcar el bote n° 16:

Me ordenaron que subiera a cubierta. De manera calmada, los pasajeros caminaban. Me reuní con otras camareras, mirando a las mujeres que abrazaban a sus esposos antes de subir en los botes con sus hijos. Poco después, un oficial nos ordenó que abordáramos el bote, en un primer momento, a efecto de mostrar a las mujeres que era seguro. A medida que el bote descendía, un oficial me dijo: "Señorita Jessop, tenga. Cuide a este bebé". Y me lanzó un bulto al regazo.

Con respecto al bebé, entre los sobrevivientes que se hallaban en el Carpathia estaba la madre del mismo, quien se lo arrancó de los brazos y se fue corriendo. Según palabras de Violet, "ni gracias me dijo".
Tras el naufragio, Jessop continuó trabajando para la White Star en el mismo cargo.

### HMHS Britannic
En febrero de 1914, el tercer buque de la clase Olympic, el HMHS Britannic, fue botado al mar.  
Sin embargo, el estallido de la Primera Guerra Mundial cambió el destino del barco, siendo reacondicionado para realizar labores hospitalarias en el mar Mediterráneo, durante la Campaña de Galípoli. Jessop se unió a la tripulación del Britannic como enfermera en 1915.
Un año después, el día 21 de noviembre de 1916, durante el amanecer, el buque navegaba en el canal de Kea, en el mar Egeo, cuando se escuchó una gran explosión, causada por una mina submarina. Momentos después, la proa comenzó a hundirse a babor. Jessop fue embarcada en un bote salvavidas, el cual fue succionado y destruido por las hélices del barco; sin embargo, consiguió salvarse saltando del bote justo antes de que fuese alcanzado por las hélices. Tras saltar del bote, Jessop sufrió una lesión traumática en la cabeza que la dejó inconsciente, siendo posteriormente rescatada por otro bote salvavidas.
55 minutos después de la explosión, el Britannic desapareció de la superficie, saldándose con la muerte de 30 personas.
Jessop documentó los últimos momentos del buque en sus memorias:

Bajó un poco la cabeza, luego un poco más abajo y aún más abajo. Toda la maquinaria de cubierta cayó al mar como si fueran juguetes de niño. Luego dio un salto temeroso, la popa se alzó a cientos de pies en el aire hasta el último rugido y desapareció en las profundidades, y su ruido yéndose a través de las aguas fue de una violencia inimaginable...

## Vida posterior
En 1917, regresó al Reino Unido, donde trabajó en un banco hasta 1920.  No obstante, ese mismo año se reincorporó a la White Star Line, regresando a su antiguo puesto de camarera a bordo del Olympic. 
En octubre de 1923, a los 35 años, contrajo matrimonio con un marino mercante llamado John James Lewis, de 46 años, pero se divorció poco después. En 1926, comenzó a trabajar como camarera a bordo del SS Belgenland de la Red Star Line, y realizó cinco cruceros alrededor del mundo. En 1934 terminó de escribir sus memorias, que se publicaron en 1997, por decisión de dos de sus sobrinas. Regresó a la Royal Mail Line en 1935, para quienes trabajó hasta 1939.
Se retiró en 1950, tras 42 años de trabajo. Vendió su casa de Ealing y se fue a vivir al pueblo de Great Ashfield, en el condado de Suffolk. Se dedicó con entusiasmo a la jardinería: en el terreno que rodeaba la casa, plantó narcisos, tulipanes, rosas y diversos vegetales. Criaba también gallinas, cuyos huevos vendía para compensar su modesta pensión.

## Fallecimiento
Falleció el 5 de mayo de 1971 en Great Ashfield, Reino Unido, tras sufrir una insuficiencia cardíaca.